# سفارت ازبکستان در واشینگتن
سفارت ازبکستان در واشینگتن (به انگلیسی: Embassy of Uzbekistan) یک منطقهٔ مسکونی و نمایندگی سیاسی این کشور در ایالات متحده آمریکا است که در واشینگتن، دی.سی. واقع شده‌است.